# Jednotka pro speciální operace

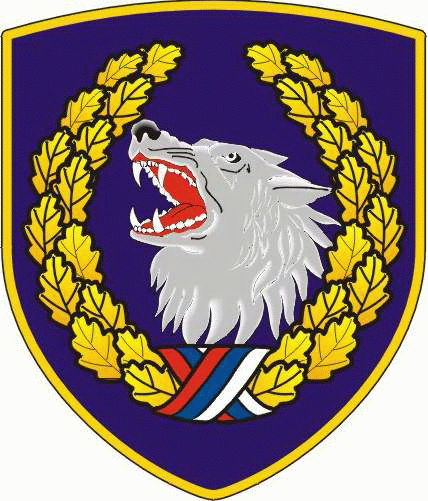
Emblém jednotky

Jednotka pro speciální operace/Jednotka zvláštních operací (srbsky Јединица за специјалне операције, ЈСО/Jedinica za specijalne operacije, JSO) byla srbská elitní jednotka Srbské tajné služby BIA (srbsky Безбедносно-информативна агенција, БИА / Bezbednosno-informativna agencija, BIA), která existovala v letech 1990 až 2003. Protože příslušníci jednotky nosili červené barety, je v Srbsku známa také pod názvem Červené barety (srbsky Црвене беретке/Crvene beretke). Hlavní činnost jednotky se zaměřovala na boj proti terorismu. 
Jednotka pro speciální operace vznikla v roce 1996 sloučením polovojenských jednotek pod velením Željka „Arkana“ Ražnatoviće a Franka Simatoviće a jejich začleněním do bezpečnostního systému Srbska pod záštitou Jovicy Stanišiće, vedoucího ředitelství státní bezpečnosti. Od roku 1996 do listopadu 2001 byla formálně v kompetenci Ředitelství státní bezpečnosti. Jednotka byla definitivně rozpuštěna v březnu 2003 poté, co byl zavražděn srbský premiér Zoran Đinđić v důsledku spiknutí, do kterého byli zapojeni někteří členové jednotky.
Jednotka byla úspěšně nasazena při boji proti Kosovskoalbánským teroristickým skupinám, zejména proti UÇK za války v Kosovu v letech 1998 a 1999. 
Patroni a mnozí členové jednotky a jejích předchůdců byli zapleteni a někteří odsouzeni za válečné zločiny během jugoslávských válek a také za trestnou činnost. Oficiální velitel jednotky Franko Simatović a její šedá eminence Jovica Stanišić (šéf Ředitelství státní bezpečnosti během první poloviny vlády Slobodana Miloševiće) byli odsouzeni u Mezinárodního trestního tribunálu pro bývalou Jugoslávii za různé válečné zločiny. Různí další členové jsou odsouzeni nebo jsou souzeni za pokus o atentát na Ibarské magistrále a za vraždy Ivana Stamboliće a Slavka Ćuruviji. Jednotka byla také údajně zapojena do případů válečných zločinů za války v Kosovu.